# Gahnia insignis
Gahnia insignis är en halvgräsart som beskrevs av Stanley Thatcher Blake. Gahnia insignis ingår i släktet Gahnia och familjen halvgräs. Inga underarter finns listade i Catalogue of Life.